# Scylaticus marginatus
Scylaticus marginatus är en tvåvingeart som beskrevs av Engel 1932. Scylaticus marginatus ingår i släktet Scylaticus och familjen rovflugor. Inga underarter finns listade i Catalogue of Life.